# Xã Wishart, Quận Polk, Missouri
Xã Wishart (tiếng Anh: Wishart Township) là một xã thuộc quận Polk, tiểu bang Missouri, Hoa Kỳ. Năm 2010, dân số của xã này là 646 người.